# ユースティス・エドワーズ
ユースティス・ウィリアム・エドワーズ（英:Eustis William Edwards 1857年 - 1931年）は、高級バンブー・フライロッドメーカー、そしてその革新者として知られている。最盛期のロッドは同時代の最高峰と称賛された。ハイラム・レナードにて働き、コズミックロッドの製作にも関わり、自身の名を冠したロッドも作成、スポーツ用品大手メーカーへも供給した。近代フライロッドの登場に重要な貢献を果たした人物である。

## 見習い、レナード時代
青年期、いくつかの職を経て1882年にレナード初の弟子となり、H. L. Leonard ロッドカンパニーに見習いロッドビルダーとして参加する。レナードがメイン州を去ると後を追ってニューヨーク州セントラルバレーへ移った。F・E・トーマス、E・F・ペイン、フレッド・ディバイン、ジョージ・バーニー、ハイラム・ホウズ、そしてレナードと共に革新的な機構であるビベラーを開発したロマン・ホウズなど、後の偉大なロッドメーカー達がそこに集っていた。

## ロッド製作者として

### コズミック時代
1889年、エドワーズは F・E・トーマス、ロマン・ホウズと共にレナードを去り、新たなパートナーシップの元でロッド製作をはじめた。エドワーズの竹を加工する技術、ホウズの機械工としての腕前、そしてトーマスのマネジメント経験を基に A・G・スポルディング兄弟社からの出資を受け、またたく間にその名を市場に認められた。彼らは最も優れたロッドを製造し、さらには近代フライロッドの標準を築きはじめる。
直後にホウズはパートナーシップから離れ、E・F・ペインが替わりに加わる。短い期間であったが、コズミックフライロッドは様々な賞を受け、称賛を浴びる。エドワーズとホウズは1890年にはフェルールデザインの特許を取得、コズミックロッドは1893年、シカゴで行われた万博に出品され、金メダルを獲得した。しかし、翌1894年には広がりゆく経済不況の只中でスポルディングはロッド製作部門であるコズミックを U.S. Net & Twine へ売却した。その短い製作期間にもかかわらず、コズミックロッドは伝説となった。
U.S. N & T への売却後、創業メンバー達は離散、トーマスとペインはそれぞれメイン、コネチカットへ戻ると独立してロッド製作をはじめた。エドワーズはコズミックを離れ、関係者を頼ったのかロサンゼルスへと旅立った。現地あるいはシカゴにて短期間、プロの写真家になる修行をしたという推測もある。およそ1年後、彼はニューイングランド地方、ニューヨークへ戻った。

### 実験と革新
58歳の時、15年の空白を経て E・W・エドワーズはロッドの生産を再開する。密かにトンキンケーン（Arundinaria Amabilis または Pseudosasa amabilis) を素材に実験を行った結果、革新的な技術により他を寄せ付けないロッドが完成する。トンキンケーンを加工し、オープンフレームによって弾性を高めて復元スピードを上げ、軽量化する方法を開発したのである。この加工技術によってエドワーズのロッドはより短くできるようになり、求められる性能を実現するために当時の標準の長さを必要としなくなる。こうして到達した7.5フィート以下というレングスは高い評価を得たことにより、エドワーズのロッドは近代フライロッドの発展に多大な影響を与えたのである。
1914年から1919年まで、エドワーズは息子のビル、ジーンと共にメイン州ブリュワーでロッドを製造している。この時期に作られたロッドには、グリップ付近のバンブーブランクに白文字で入れたサインなど E. W. エドワーズ・ロッドとしての特徴を示す印がある。また、アバクロンビー&フィッチ名義の竿も手がけた。
そして1919年、E・W・エドワーズ・ロッドカンパニーはウィンチェスター・リピーティングアームズに買収される。

### ウィンチェスター時代
エドワーズはコネチカット州ニューヘイブンのウィンチェスター・リピーティングアームズ工場における普及品の監修と並行して限定ラインの製造を任された。同社が力を入れたバンブーロッドは2種類あり、一つは主にエドワーズが監修を務めたロッドで、こちらの品質はもう一つに比べると劣る。そのもう一つとはエドワーズ自身が製造する限定ラインであり、7フィート台を含めて極めて品質が高かった。5年間の契約が切れるとウィンチェスター・リピーティングアームズを去った1924年から、自宅でのロッドビルディングに切り替えた。なおウィンチェスターはエドワーズがデザインしたロッドを1930年まで製造し続けている。

### マウント・カーメル時代
ウィンチェスター在職中の1922年、エドワーズは会社に近いハムデンに家を買いフィルバート通り40に移っていた。ゆくゆくはここが終の棲家となり、最後の妻バーサは息子のビルと共に夫の死後もここに住み続けることになる。エドワーズは1927年初頭までこの家で製造を続けると、マウント・カーメルの広い建物へ工房を移した。従業員は6人、その中に息子のビルとジーン、後に偉大なロッドビルダーとなるサム・カールソンがいたのである。1927年、社名を E. W. Edwards & Sons Rod Co. に改め、Abbey & Imbrie、Weber、ポール・ヤング等の様々なサプライヤー向けにロッドを製造した。1931年に同社はホートンに買収されている。

## 家族
ユースティス・エドワーズは1857年7月27日にメイン州に生まれた。父はウィリアム・スコット・エドワーズ、母は土木技師のスーザン・ジェーン・パーソン。祖父はメイン州の新聞「ポートランド・アドバタイザー」の共同所有者兼編集者で、曾祖父は大陸軍の法務総監だった。
エドワーズは生涯を通して様々な職に就いた。青年期には果物や菓子の販売、簿記や肉体労働も経験した。また、プロの写真家になる修行も試みた。1886年にジェニー・ゴードンと結婚、翌年には長男ウィリアムをもうけた。1895年にコズミックロッドを離れるとエドワーズ一家はロサンゼルスへ向けて旅立つが、道中、病いで妻のジェニーを亡くしてしまう。ニューヨークに戻り写真家として活動をはじめたエドワーズだが、翌年にはメイン州ブリュワーに移り、F・E・トーマスと共にロッド製作を始めた。のちに写真家としての活動を再開して本業にすると、ロッド製作はパートタイムとなる。
バーサ・フォードと1900年に再婚し、1902年に息子のジーンが誕生。
1931年、病に伏した後、自身のロッド製作会社の売却を試みたが、大恐慌のために交渉は難航した。この年の大晦日に亡くなり、ジム・ペインそして H.L. Leonard の眠るニューヨーク州ハイランドミルズに埋葬された。